# Principato di Turov e Pinsk
Il Principato di Turov e Pinsk (in bielorusso Турава-Пінскае княства?, in russo Турово-Пинское княжество?, in ucraino Турово-Пінське князівство?), talvolta chiamato semplicemente Principato di Turov, era un principato medievale slavo orientale dipendente dalla Rus' di Kiev dal X secolo che si sviluppava nel territorio dell'odierna Bielorussia meridionale e dell'Ucraina settentrionale. Il principe di Turov rivestì spesso il ruolo di Gran principe della Rus' all'inizio del X-XI secolo. La capitale del principato era Turov (oggi chiamata Turaŭ) e altre città importanti erano Pinsk, Mazyr, Sluck, Luc'k, Brėst e Volodymyr.
Fino al XII secolo il principato era strettamente associato ai principati di Kiev e della Volinia. In seguito, per un breve periodo e fino all'invasione mongola, godette di un'ampia autonomia quando fu annesso al Principato di Galizia-Volinia. Nel XIV secolo, grazie alle campagne portate avanti dal sovrano Gediminas, divenne parte del Granducato di Lituania.

## Storia
Il Principato di Turov ebbe origine principalmente dalla tribù dei Dregoviči e in parte dai Drevljani. Sebbene le circostanze della sua creazione non risultino chiaramente note, il Principato, come menzionato nella Cronaca degli anni passati, esisteva nel 980. Secondo la leggenda, la città di Turaŭ venne fondata intorno al 950 dai Variaghi e poi menzionata per la prima volta in fonti scritte nel 980. Il ruolo di fondatore è ascritto al principe Tur, fratello di Rogvolod, il primo principe di Polack di cui si ha notizia.

### Principato di Kiev
Ai tempi di Vladimir il Grande (980-1015), la città di Turov e le sue immediate vicinanze entrarono a far parte della Rus' di Kiev. Intorno al 988, Vladimir nominò suo figlio di otto anni, Sviatopolk I di Kiev, come knjaz di Turov. In seguito, Vladimir imprigionò Sviatopolk perché stava complottando e desiderava ribellarsi. Poco prima della morte di Vladimir, Sviatopolk fu liberato e, alla morte di Vladimir, assunse le vesti di Gran principe di Rus', sposando una figlia del re polacco Boleslao I.

### Izjaslaviči
A seguito di una serie di tre battaglie avvenute nel periodo 1016-1018, Jaroslav il Saggio spodestò il fratello maggiore, Svjatopolk, e divenne Gran principe della Rus' di Kiev. Intorno al 1042 o 1043, Jaroslav organizzò il matrimonio del figlio maggiore, Izjaslav, con la sorella del re Casimiro I di Polonia e nominò Izjaslav knjaz di Turov e Pinsk. Nel 1054, Izjaslav divenne Gran principe di Rus', ma ereditò un regno instabile.
Nel 1078, dopo la morte di Izjaslav, suo fratello e nuovo Gran principe, Vsevolod, nominò il figlio maggiore di Izjaslav, Jaropolk Izjaslavič, knjaz di Volinia e Turov. Nel 1084, i Rostislaviči, sovrani della vicina Galizia, tentarono di impadronirsi di parte del regno di Jaropolk, ma quest'ultimo e il figlio di Vsevolod, Vladimir Momonaco, sconfissero gli invasori. Jaropolk si ribellò brevemente al Gran principe Vsevolod, venendo reintegrato e infine assassinato nel 1087 (probabilmente per mano dei Rostislaviči).

### Opposizione a Vladimir Monomaco
Il principato di Turov passò al fratello minore Sviatopolk II che amministrò la terra di Novgorod. Quando Svjatopolk divenne Gran principe di Rus', cedette il principato di Turov al nipote e figlio Jaropolk Vjačeslav. Successivamente Svjatopolk cedette Volodymyr-Volyns'kyj e Brėst rispettivamente ai figli Jaroslav e Mstislav. In qualità di Gran principe, Svjatopolk cercò anche di aedare i ribelli Rostislviči, che si erano stabiliti in maniera indisturbata nella terra della Galizia. Tuttavia, i suoi tentativi furono piuttosto infruttuosi. Nel 1100 il principato di Turov passò a Jaroslav Svjatopolkovič, che governò sia le terre di Turov sia della Volinia. Durante un altro conflitto tra il principe di Turov e quello della Rus', Jaroslav fu eliminato dal suo regno nel 1118. Turov e i domini annessi passarono quindi a un altro figlio di Svjatopolk, Brjačislav, mentre la Volinia fu data a uno dei figli di Vladimir Monomaco, Romano.
Il concilio di Ljubeč del 1097 modificò il sistema rotale in modo che il Principato diventasse terra patrimoniale.

### Rinnovamento
Dopo la morte di Brjačislav Vladimir, Monomaco cedette il principato di Turov a Vjačeslav, che lo mantenne fino alla metà del XII secolo. Intorno al 1150 Turov apparteneva ai discendenti di Jurij Dolgorukij, Andrej e Boris. Infine, nel 1162 il principato passò di nuovo da Jurij Dolgorukij a un membro della dinastia degli Izjaslaviči, Jurij Jaroslavič, nipote di Svjatopolk II di Kiev, che ottenne la piena indipendenza dalla Rus' di Kiev. Tuttavia, allo stesso tempo lo Stato divenne sempre più diviso tra i vari figli del duca Jurij, circostanza che favorì la costituzione, in quel frangente storico, del Principato di Pinsk, che godeva di uno status semi-indipendente. Insieme a quello di Smolensk, l'esercito di Turov partecipò alla battaglia del fiume Kalka nel 1223.

### Declino
All'inizio del XIII secolo il Principato di Turov divenne dipendente dal Principato di Galizia-Volinia. Per liberarsi da tale giogo, i duchi di Turov cercarono sempre di più di trovare un alleato nel potente Granducato di Lituania. Verso la fine degli anni 1330, il Principato di Turov e Pinsk, ormai circoscritto al bacino del fiume Pryp"jat', fu assorbito nel corso di un processo perlopiù non violento al Granducato su spinta del sovrano Gediminas. A quel tempo Narimantas, figlio di Gediminas, si era già insediato come sovrano di Pinsk, mentre Turov e Haradok erano ancora governati da sovrani rjurikidi. In seguito il territorio del principato divenne parte del voivodato di Brėst, del voivodato di Nowogródek (1507-1795) e del voivodato di Mińsk.

## Regioni del Principato
- Principato di Turov (X secolo - XIV secolo)
- Principato di Pinsk (XII secolo - XVI secolo)
- Principato di Kletsk (XII secolo - XV secolo)
- Principato di Sluc'k-Kopyl' (XII secolo - XVI secolo)
- Principato di Dubrovycja (XII secolo - XIII secolo)

## Sovrani

### Principe di Turov
- Svjatopolk I (980-1019)

Izjalaviči
- Izjaslav I (1045 circa-1078)
- Jaropolk Izjaslavič (1078–1087)
- Svjatopolk II di Kiev (1087-1094)
- Vjačeslav Jaropolkovič (1094-1104/1105)

Monomachi (di Smolensk)
- Vjačeslav Monomaco (1125–1132)
- Izjaslav II Monomaco (1133–1134)
- Vjačeslav Monomaco (1134–1141)
- Vjačeslav Monomaco (1142–1146)

Dolgorukij
- Andrej Bogoljubskij (1150–1151)
- Boris I (1155–1157)

Jurjeviči (ramo cadetto degli Izjaslaviči)
- Jurij Jaroslavovič (1157–1167)
- Ivan Jurjevič (1167–1190)
- Gleb (1190–1195)
- Ivan Jurjevič (1195–1207)
- Rostislav Glebovič (1207–1228)
- Jurij Volodjmjrovič (?-1292)
- Dimitrij Jurjevič (1292-?)
- Danila Dimitrovič (?-prima del 1366)

### Principe di Pinsk
Jurjeviči (ramo cadetto degli Izjaslaviči)
- Jaroslav Jurievič (-1184-)
- Volodimir Glebovič (-1228-)
- Rostislav Volodimirovič (-1242-)
- Fiodor Volodimirovič (-1262-)
- Jurij Volodimirovič (-1292)
- Demid Volodimirovič (1292)
- Jaroslav Jurievič (dal 1292-)
- Jurij Dimitrovič
- Gediminas (1320-?)
- Narimantas (1340-1348)
- Mikhail Glebovič Narjmuntovič (1348-?)
- Vasili Mikhailovič Narjmuntovič (XIV secolo)
- Juri Nos Vasilievič Narjmuntovič (before 1398- after 1410)
- Jurij Semenovič (prima del 1440-dopo il 1471)
- Maria Olelkovič (1471–1501)
- Vasilij Olelkovič (1480–1495)
- Fiodor Ivanovič Jaroslavič (1501–1521)

### Principe di Kletsk
Jurjeviči (ramo cadetto degli Izjaslaviči)
- Wiaczesław Jarosławicz (1127- ?)
- Michał Zygmuntowicz (1442–1452)

### Principe di Sluc'k-Kopyl'
- Jaroslav Iziaslavovič ? (1148)
- Sviatoslav Olegovič (1148–1162
- Volodimir Mstislavovič (1162–1164) ?
- Volodimir Olgierdovič (1395–1398)
- Aleksandr Olelko (1398–1454)
- Michail Olelkovič (1454-1470/1481)
- Simeon I Olelkovič (1481–1505)
- Jurij I Olelkovič (1505–1542)
- Simeon II Olelkovič (1542–1560)
- Jurij II Olelkovič (1560–1572)
- Jurij III Olelkovič (1572–1586)

### Principe di Dubrovycja
- Ivan Jurijevič (1166–1182) ?
- Gleb Jurijevič (1182–1190)
- Aleksandr Glebovič (1190–1223)